# Opinel (singolo)
Opinel è un singolo del rapper italiano Simba La Rue, pubblicato il 29 ottobre 2021 come primo estratto dal primo EP Crimi.
Il testo del brano, il cui titolo è un riferimento all'omonima marca di coltelli, è stato scritto dal rapper, mentre le musiche e la produzione sono di Bobo.

## Video musicale
Il video, reso disponibile il giorno dell'uscita del singolo sul canale YouTube del rapper, è stato diretto e montato da Peter Marvu e mostra scene crude e di strada, tema prediletto dal rapper di Lecco.

## Tracce
Testi di Mohamed Lamine Saida, musiche di Bobo.
1. Opinel – 2:17